# Kayunan
Kayunan is een bestuurslaag in het regentschap Kediri van de provincie Oost-Java, Indonesië. Kayunan telt 2919 inwoners (volkstelling 2010).